# MASwings
MASwings ist eine malaysische Regionalfluggesellschaft mit Sitz in Miri und Basis auf dem Flughafen Miri. Sie ist ein Tochterunternehmen der Malaysia Airlines (kurz MAS).

## Geschichte
MASwings übernahm am 1. Oktober 2007 den Flugbetrieb der FlyAsianXpress. 
Von vier bisher ausgelieferten ATR 72-600 wurden bereits drei wieder an andere Fluggesellschaften (NAM Air & Firefly) abgegeben.

## Flugziele
MASwings betreibt Drehkreuze auf den Flughäfen Miri, Kota Kinabalu und Kuching und fliegt im Rahmen des Rural Air Service (kurz RAS, dt. etwa „Ländlicher Luftverkehrsservice“) unter anderem zu abgelegenen ländlichen Gebieten auf Borneo.

## Flotte

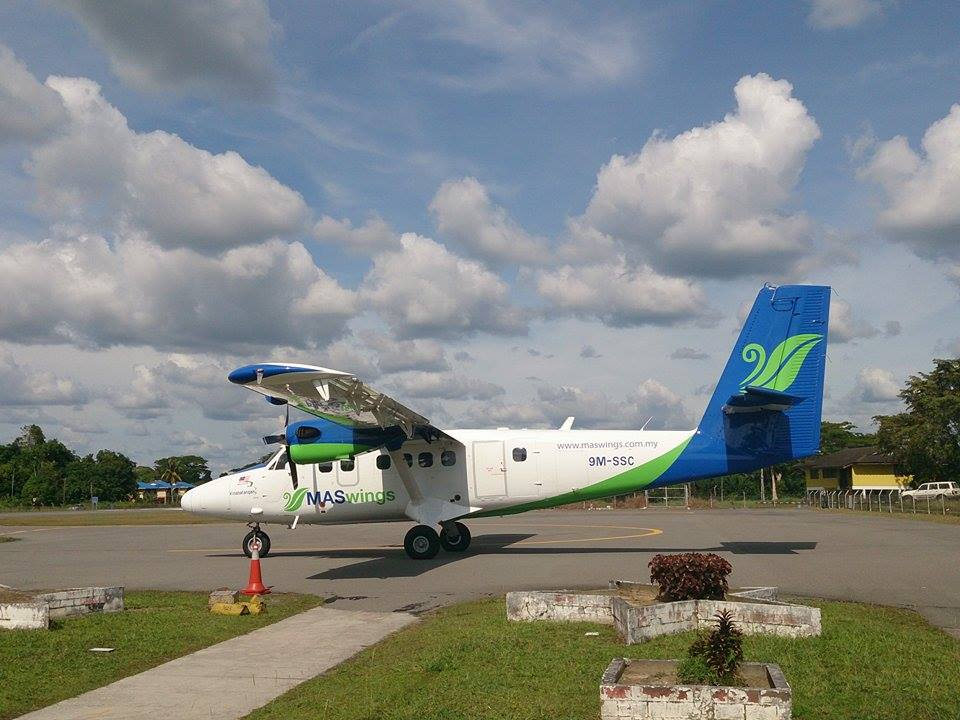
de Havilland Canada DHC-6-400 Twin Otter der MASwings

Mit Stand November 2022 besteht die Flotte der MASwings aus 16 Flugzeugen mit einem Durchschnittsalter von 12,0 Jahren:
| Flugzeugtyp                          | Anzahl | bestellt | Anmerkungen |
| ------------------------------------ | ------ | -------- | ----------- |
| ATR 72-500                           | 10     |          |             |
| de Havilland Canada DHC-6 Twin Otter | 06     |          |             |
| Gesamt                               | 16     |          |             |

### Zuvor eingesetzte Flugzeuge
- ATR 72-600
- de Havilland Canada DHC-6
- Fokker 50

## Zwischenfälle
Am 10. Oktober 2013 stürzte eine De Havilland Canada DHC-6-310 Twin Otter mit dem Luftfahrzeugkennzeichen 9M-MDM auf MASwings-Flug-3002 bei einem missglückten Durchstartmanöver kurz hinter dem Flughafen Kudat ab. Bei dem Unfall starben zwei Menschen, vier weitere wurden verletzt.